# Hafenmarktpassage

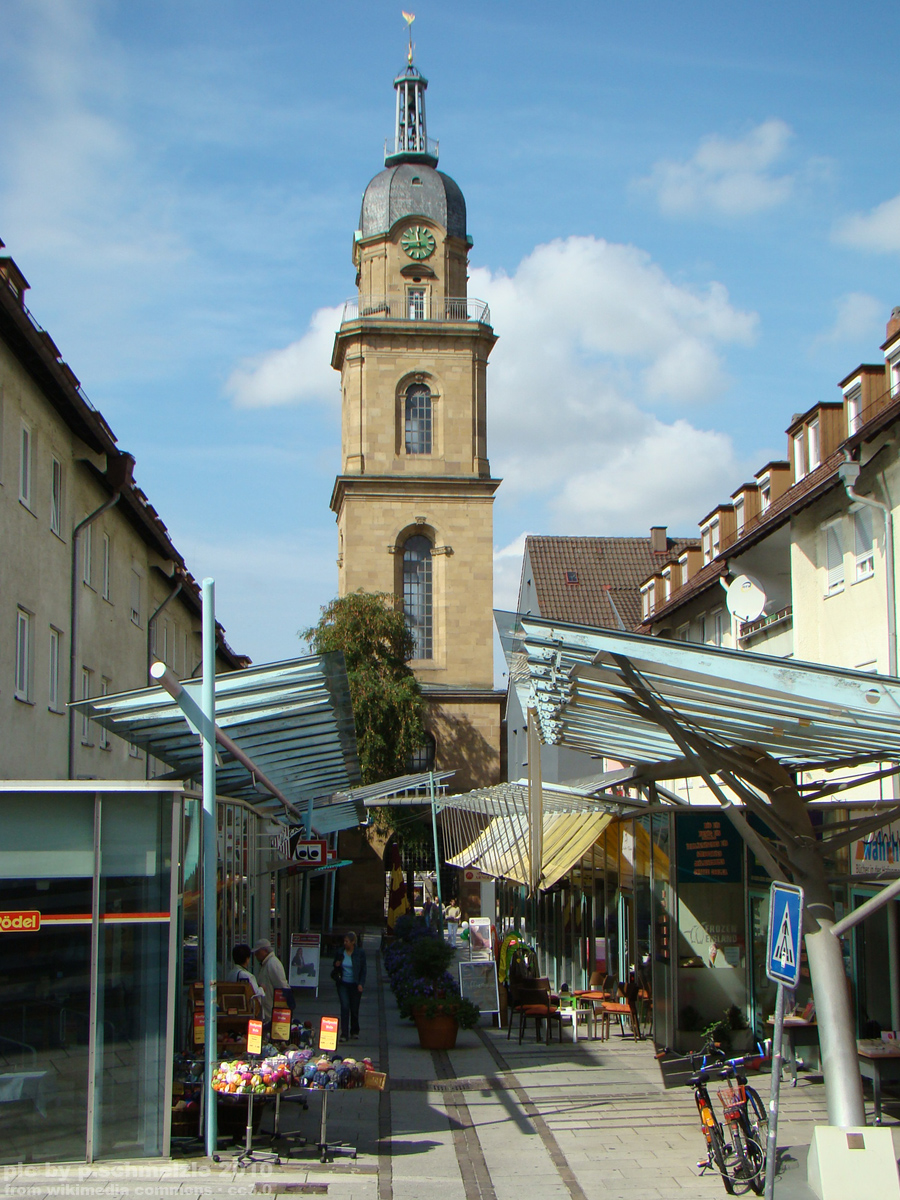
Hafenmarktpassage in Heilbronn

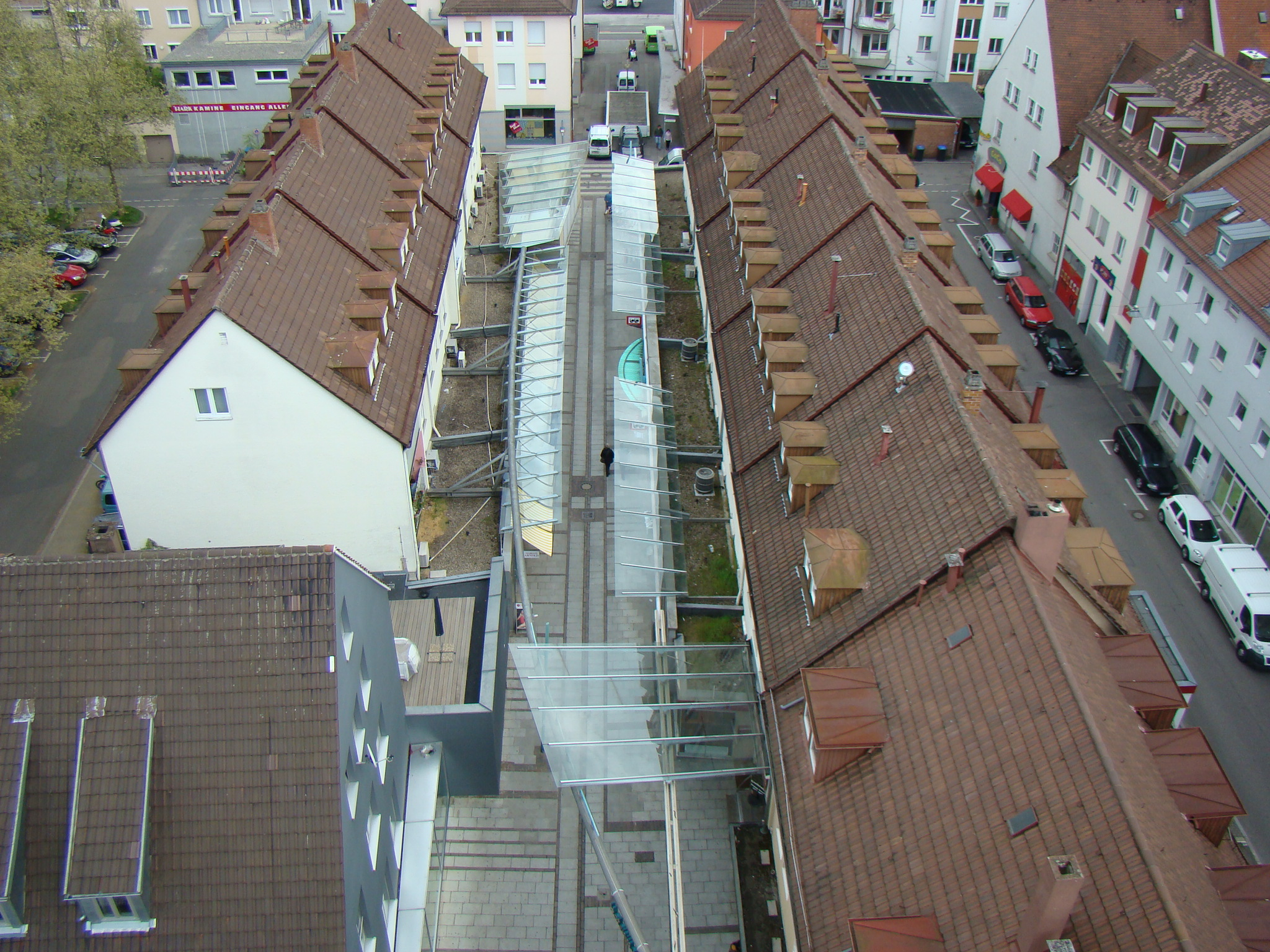
Die Hafenmarktpassage von oben

Die Hafenmarktpassage ist eine Ladenpassage in Heilbronn. Sie entstand in der Gustav-Binder-Straße im Zuge des Wiederaufbaus der durch den Luftangriff vom 4. Dezember 1944 völlig zerstörten Heilbronner Innenstadt. Ihre ursprüngliche Gestaltung von 1954 griff mit Baustoffen wie Terrakotta und Ton Motive der Töpferei auf und verwies damit auf die einst auf dem nahen Hafenmarkt gehandelten Waren. Ihr heutiges Aussehen erhielt die Passage im Zuge eines Umbaus im Jahr 1990.

## Beschreibung
Die Passage befindet sich auf der nach Gustav Binder benannten Straße, die von der Allee in Richtung Sülmerstraße, Hafenmarkt führt und als Blickpunkt den Hafenmarktturm hat. Im Vordergrund befinden sich die Läden mit weit vorspringenden Dächern, einige Meter zurückgesetzt bauen sich die Wohnblocks auf. Auf die Straße zu sind die Balkons gebaut. Der heutige Name soll an den benachbarten Häfelesmarkt (Töpfer- und Geschirrmarkt) erinnern.

## Geschichte

### Entstehung (1954)
Architekt und Bauherr Hammes aus Stuttgart hatte die am 31. Juli 1954 eingeweihte Passage gestaltet. Die Läden selbst zeigten „einige Besonderheiten“: Die Baustoffe der Läden sollten an den benachbarten Häfelesmarkt erinnern. So waren die Sockel der Läden mit grün glasierten Tonplatten ausgestattet. Weiterer Bauschmuck waren die Säulen, in deren Edelputzflächen handglasierte Terrakotta-Mosaiks nach persischem Verfahren eingearbeitet waren. Die Säulen befanden sich sowohl im Innern als auch im Äußeren zur Trennung der einzelnen Läden.
Die Passage galt seinerzeit als „moderne, interessante Neuheit“ und als „eigenwilligere, modern gehaltene Straße“, die „einmal ganz anders als sonst gestaltet“ wurde: „Selbst in Stuttgart […] seien solche Gruppen modern ausgestatteter Läden in dieser Massierung nicht zu finden“ gewesen.

### Umbau (1990)
1,5 Millionen Mark kostete die Neugestaltung nach Plänen von Keller+Eckert im Jahre 1990. Dabei entstand eine moderne Glasfassade für die Ladengeschäfte und eine „echte schaufensterbegleitende, sehr elegant und leicht geschwungene Glasüberdachung“ zu beiden Seiten. Die Architektur galt laut Rhein-Neckar-Zeitung seinerzeit überregional als außergewöhnlich: „Die Hafenmarktpassage wird nach ihrer Fertigstellung - wenn man der Modellaufnahme glauben Schenken darf – Gesprächsstoff über die Stadtgrenzen hinaus bilden“.
Markus Löffelhardt beschreibt die Glaspassage, die den Turm „regelrecht in Szene“ setzt:

„Ein zweifach gekrümmter Stahlrohr-Bogen überspannt die gesamte Länge der Passage und trägt sowohl abgehängte als auch aufliegende Glasflächen. Er löst sich am nördlichen Ende als stilisierte Baumstruktur; die als Eingangsüberdachun dient, vom Hauptrohr […] Der Blick auf den Hafenmarktturm wird durch die zweigeteilte, dynamische Überdachung nicht nur belassen, sondern regelrecht in Szene gesetzt“

Die entworfene Hafenmarktpassage lehnt sich an das Hysolar-Haus auf dem Campus der Universität in Stuttgart-Vaihingen an, das von Günter Behnisch im Stil des Dekonstruktivismus entworfen worden ist.